# تشارلز إي. هندرسون
تشارلز إي. هندرسون (بالإنجليزية: Charles E. Henderson)‏ هو كاتب أغاني أمريكي، ولد في 19 يناير 1907، وتوفي في 7 مارس 1970.

## وصلات خارجية
- تشارلز إي. هندرسون على موقع IMDb (الإنجليزية)
- تشارلز إي. هندرسون على موقع ميوزك برينز (الإنجليزية)
- تشارلز إي. هندرسون على موقع قاعدة بيانات برودواي على الإنترنت (الإنجليزية)
- تشارلز إي. هندرسون على موقع قاعدة بيانات الفيلم (الإنجليزية)